# レッドフォード郡区 (ミシガン州ウェイン郡)
レッドフォード郡区（英: Redford Charter Township）は、アメリカ合衆国ミシガン州ロウアー半島の南東部ウェイン郡の郡区である。ある程度の自治権を付与されたチャーター郡区の形態を採っている。郡区が同時に国勢調査指定地域（CDP)でもある。2010年国勢調査での郡区人口は48,362人であり、ミシガン州では人口第8位の郡区である。

## 歴史
1827年4月12日、ミシガン準州知事の法によって、スプリングウェルズとバックリン各郡区が正式に組織され、区画が引かれた。郵便上の規制によって同じ郵便局名が2つあることを禁じていたので、郡区を小区分する際に特徴ある名前を見つける必要があった。1829年10月29日、バックリン郡区が分割されたときにその名前が消失し、現在のインクスター道路に沿って、西半分がナンキン郡区、東半分がペキン郡区と名付けられた。これはいずれも中国に対する興味が高まっていた結果として、中国の都市名が付けられたためだった。1833年3月、ペキン郡区がレッドフォード郡区と改名され、さらに4月1日には南半分がディアボーン郡区となった。レッドフォードという名前は、ルージュ川（ルージュはフランス語の「赤」、英語ならばレッド川）をインディアンや開拓者が渡った（フォード）場所をレッドフォードと呼んだから選ばれた。
レッドフォード郡区にはグリーンフィールド道路が全て入っていたが、1920年代、郡区の東部がデトロイト市に併合された。1926年、郡区はミシガン州議会によって「チャーター郡区」の状態を与えられ、それ以上の併合がないようにした。1918年、6マイル道路と7マイル道路の間、ファイプポインツ道路沿いに「ファイブポインツ」という郵便局があった。
レッドフォード郡区には、ホザンナ・テイバー・エバンゲリカル・ルーテル教会と学校があり、その雇用に関する慣習が2012年「ホザンナ・テイバー・エバンゲリカル・ルーテル教会と学校対雇用機会平等委員会事件」としてアメリカ合衆国最高裁判所で審問された。宗教的組織の指導者選別について、連邦政府の差別禁止法は適用されないと判断された。
電子部品・機器のチェーン店であるフレッターは、レッドフォードで最初の店を開いた。レッドフォードにはクラウドシティ・スタジオがあり、バンドの「ウォールズ・オブ・ジェリコ」がデビュー・アルバムである『フロム・ヘル』を録音した。

## 地理
レッドフォード郡区はデトロイト市西の郊外にある。アメリカ合衆国国勢調査局に拠れば、郡区全面積は11.2平方マイル (29 km2)であり、全て陸地である。ルージュ川中支流が郡区内のローラバレー公園の中を流れている。ルージュ川のもう1つの支流であるアシュクロフト・クリークは郡区の南東隅を約半マイル (800 m) 流れた後にデトロイト市のルージュ公園に入り、さらにルージュ川に合流する。ルージュ川のさらにもう1つの支流であるベル川は、ウェスタン・ゴルフクラブとベルクリーク公園を流れている。

## 人口動態

### 2010年国勢調査
以下は2010年の国勢調査による人口統計データである。
| 基礎データ - 人口: 48,362 人 - 世帯数: 19,148 世帯 - 家族数: 12,387 家族 - 人口密度: 1,774.8人/km2（4,597.4 人/mi2） - 住居数: 20,739 軒 - 住居密度: 708.4軒/km2（1,835.1 軒/mi2） | 人種別人口構成 - 白人: 66.4% - アフリカン・アメリカン: 28.9% - ネイティブ・アメリカン: 0.5% - アジア人: 0.8% - 太平洋諸島系: 0.02% - その他の人種: 0.8% - 混血: 2.5% - ヒスパニック・ラテン系: 2.9% |

2000年から2010年の10年間でアフリカン・アメリカンの人口は約2倍になったが、総人口は6%減少した。
アメリカ合衆国国勢調査局が2000年国勢調査のときに、レッドフォード・チャーター郡区を国勢調査指定地域（CDP) にも指定したので、市や村のリストや、郡区のように郡の小区分のリストの双方に載るようにした。国勢調査指定地域と郡区の統計データは同一である。

### 2000年国勢調査
以下は2000年の国勢調査による人口統計データである。
| 基礎データ - 人口: 51,622 人 - 世帯数: 20,182 世帯 - 家族数: 13,582 家族 - 人口密度: 1,774.8人/km2（4,597.4 人/mi2） - 住居数: 20,605 軒 - 住居密度: 708.4軒/km2（1,835.1 軒/mi2） 人種別人口構成 - 白人: 87.98% - アフリカン・アメリカン: 8.54% - ネイティブ・アメリカン: 0.43% - アジア人: 0.76% - 太平洋諸島系: 0.02% - その他の人種: 0.57% - 混血: 1.70% - ヒスパニック・ラテン系: 2.02% | 年齢別人口構成 - 18歳未満: 25.3% - 18-24歳: 7.0% - 25-44歳: 34.0% - 45-64歳: 18.7% - 65歳以上: 14.9% - 年齢の中央値: 36歳 - 性比（女性100人あたり男性の人口） - 総人口: 96.1 - 18歳以上: 92.9 世帯と家族（対世帯数） - 18歳未満の子供がいる: 31.8% - 結婚・同居している夫婦: 50.4% - 未婚・離婚・死別女性が世帯主: 12.1% - 非家族世帯: 32.7% - 単身世帯: 27.3% - 65歳以上の老人1人暮らし: 11.6% - 平均構成人数 - 世帯: 2.54人 - 家族: 3.12人 | 収入と家計 - 収入の中央値 - 世帯: 49,522米ドル - 家族: 56,461米ドル - 性別 - 男性: 41,923米ドル - 女性: 29,987米ドル - 人口1人あたり収入: 22,263米ドル - 貧困線以下 - 対人口: 5.1% - 対家族数: 3.2% - 18歳未満: 6.0% - 65歳以上: 5.2% |

## 教育

### 公立学校
郡区内の公立学校はレッドフォード統合教育学区、サウスレッドフォード教育学区、クラレンスビル教育学区が管轄している。
公立高校:
- ピアソン二次学習センター
- レッドフォード統合高校
- サーストン高校

公立中学校
- ピアース中学校[6]
- ラッセル・S・ヒルバート中学校

公立小学校
- アダムズ小学校[7]
- B・ベック小学校
- バルマン小学校 - 2011年解体
- フィッシャー小学校[8]
- ジェファーソン小学校[9]
- キーラー小学校
- マクガワン小学校
- ルーズベルト小学校 - 2012年解体
- スタッキー小学校
- バンデンバーグ小学校[10]

### 私立学校
- コンコーディア・ルーテル学校とホザンナ・テイバー初期児童センター[11]
- セントロバート・ベラーマイン[12]
- セントバレンタイン学校[13]

コーナーストーン学校は、以前に郡区内で幼稚園前から8年生を教えるレッドフォード・キャンパスを運営していた。2009年、このキャンパスをチャータースクールにすることに合意した。
ローマ・カトリック・デトロイト大司教区が、以前にビショップ・ボージェス高校とアカデミーを運営していたが、2005年に閉鎖した。またデトロイト・カトリック中央高校も郡区内で運営していたが、2005年にノバイ市に移転した。

### 公共図書館
レッドフォード郡区図書館は西6マイル道路沿いにある。この図書館は1920年代に、住民に対する移動図書館としてサービスを始めた。旧レッドフォード郡区地区図書館は、1962年から2004年8月23日まで運営されていたが、その後は新しい建物に移った。450万ドルを掛けたプロジェクトで、旧図書館の建物は屋外マーケット、円形劇場（レッドフォード・マーキー）、および公共の緑地に転換された。レッドフォード・マーキーは2008年7月に開館となった。図書館は町の債券850万ドルで手配された。この床面積58,600平方フィート (5,440 m2) の施設は、99年間1ドルでリースされている広さ2.6エーカー (11,000 m2) の土地に建てられた。図書館の蔵書は、書籍、雑誌合わせて10万冊、CD、レコード、カセットなど視聴覚資料2,500枚である。さらにビデオが2,500巻ある。

## 著名な出身者
レッドフォードは音楽家テッド・ニュージェント（1948年12月13日生）、アメリカンフットボール選手スティーブン・ワシル（1984年4月14日生）の誕生地である。

## 大衆文化の中で
フォーク・ミュージシャンで作詞家のスフィアン・スティーヴンスの歌『レッドフォード (For Yia-Yia & Pappou)』は、2003年のアルバム『ミシガン』に所収であり、彼の祖父が住んでいたレッドフォード郡区で過ごした子供時代の経験を静かに語っている。

## 姉妹都市
レッドフォード郡区は国際姉妹都市協会に登録する姉妹都市関係を下記の2都市と結んでいる。
- オーストリア、チロル州、セントヨハン
- ドイツ、ラインラント＝プファルツ州マインツ＝ビンゲン郡ガウ＝アルゲスハイム